# Se La
Se La è un singolo del cantante statunitense Lionel Richie, pubblicato nel 1987 ed estratto dall album Dancing on the Ceiling.
La canzone è stata scritta da Greg Phillinganes e Lionel Richie.

## Tracce
- 7"

1. Se La – 4:20
2. Serves You Right – 4:52

- 12"/CD Singolo

1. Se La – 8:12
2. Se La – 4:20
3. Serves You Right – 4:52

## Classifiche
| Classifica (1987) | Posizione massima |
| ----------------- | ----------------- |
| Regno Unito       | 43                |
| Stati Uniti       | 20                |